# Larry Mullen Jr.
Larry Mullen Jr., właśc. Lawrence Joseph Mullen Jr. (ur. 31 października 1961 w Artane, dzielnicy Dublina) – irlandzki perkusista. Członek zespołu U2.
W 2007 roku muzyk został sklasyfikowany na 21. miejscu listy 50 najlepszych perkusistów rockowych według Stylus Magazine.

## Młodość
Oboje rodzice – Larry Senior oraz Maureen – byli katolikami. Larry miał też starszą siostrę Cecylię. Edukację rozpoczął w szkole nieopodal domu, po czym przeniósł się do Scoil Colmcille w centrum Dublina. W wieku dziewięciu lat zaczął grać na perkusji pod okiem Joe Bonniego, jednego z najlepszych muzyków w kraju. Każdą wolną chwilę poświęcał na doskonalenie techniki.
W marcu 1975, dzięki protekcji ojca, zaczął grać w orkiestrze Związku Zawodowego Pracowników Poczty. Grał także w orkiestrze chłopięcej Artane Boys Band. Po zakończeniu nauki w Dublinie przeniósł się do Mount Temple Comprehensive School, gdzie w 1976 wywiesił na tablicy ogłoszeń karteczkę, na której napisał, że poszukuje ludzi do zespołu (pomysł wywieszenia karteczki podsunął mu jego ojciec), w wyniku czego powstała grupa U2.

## Solo
Poza pracą w U2, Larry brał udział w sesjach nagraniowych takich artystów jak B.B. King, Daniel Lanois czy Maria McKee. W 1996 wraz z Adamem Claytonem wydał nową wersję głównego motywu muzycznego do filmu Mission: Impossible.

## Życie prywatne
Wraz ze wzrostem popularności zespołu, Larry przyjął dodatkowo do swojego nazwiska Junior, ponieważ nie chciał, aby mylono go ze swoim ojcem. Mieszka w Howth, jest to półwysep i dzielnica Dublina, w Irlandii oraz posiada apartament w Nowym Jorku.
Jest znany ze swej słabości do szybkiej jazdy motocyklami, zwłaszcza tych marki Harley-Davidson oraz do muzyki Elvisa Presleya, o czym wspomina w filmie dokumentalnym Rattle and Hum. Wykupił prawa do drukowania logo firmy Harley-Davidson. Nie jest żonaty, ale od ponad 30 lat pozostaje w związku z Ann Acheson. Mają troje dzieci: Aaron Elvis (ur. październik 1995), Ava (ur. 1998) i Ezra (ur. 2001).

## Perkusja
Źródło.
Yamaha PHX Series w wykończeniu Silver Sparkle
- 24" bęben basowy
- 2x 16" floor tom
- 14" tom tom
- werbel: Ludwig Black Beauty

Talerze Paiste Signature Series
- 16" Power Crash
- 17" Power Crash
- 18" Power Crash
- 18" Full Crash
- 22" Power Ride
- 14" Heavy Hi-Hats

Yamaha Birch Custom Absolute Noveau
- 24"x16" bęben basowy
- 14"x10" tom tom
- 16"x14" floor tom
- 16"x16" floor tom
- 18"x16" floor tom
- Werbel: Brady Sheoak Block

Hardware
- Tamburyny, cowbelle i inne instrumenty perkusyjne Latin Percussion
- Statywy Yamaha
- Naciągi Remo
- Pałeczki Pro-Mark 5A Signature